# Julia Sweeney
Julia Sweeney (Spokane, Washington, 10 oktober 1959), is een Amerikaanse comédienne en actrice. Met de groep The Groundlings trad zij vaak op in het in Amerika populaire humoristische programma Saturday Night Live, wat haar later een vaste plek in de cast opleverde.
Sweeney heeft drie autobiografische solo-voorstellingen geschreven, waarin zij op serieus-humoristische wijze vertelt langs welke ervaringen ze op het huidige punt in haar leven is beland. Die shows heten in chronologische volgorde:
- God Said Ha!
- In the Family Way
- Letting Go of God

In God Said Ha (1995) vertelt Sweeney hoe, kort nadat ze Saturday Night Live verliet en terugkeerde naar Los Angeles, zowel zij als haar broer kanker (maligne lymfoom) bleek te hebben.
In 2003 maakte Sweeney met In the Family Way een opvolger op haar eerste show. Deze voorstelling draait met name om de dochter die zij inmiddels adopteerde.
Sweeney concludeerde haar trilogie met Letting Go of God. Hierin vertelt de Amerikaanse over haar vroegere, zwaargelovige zelf die hoe verder ze kwam in het leven, hoe langer hoe meer begon te twijfelen aan het bestaan en het nut van een God. Uiteindelijk komt ze tot de conclusie dat het universum geen hoeder nodig heeft en dat de gehele ontwikkeling ervan wetenschappelijk te verklaren is. Zowel in haar voorstelling als in haar echte leven laat ze het idee van een godheid die overal verantwoordelijk voor is los.
Een stuk van deze laatste show voerde ze ook op bij een TED bijeenkomst.

## Actrice
Julia Sweeney is geen heel bekende actrice, maar heeft niettemin in verschillende roemrijke producties meegedaan. Bijvoorbeeld in films als Pulp Fiction en Stuart Little. Verder deed ze mee in bekende televisieseries als Mad About You, 3rd Rock from the Sun en het recentere According to Jim. Kleinere rolletjes van haar zaten in Frasier (twee afleveringen), Sex and the City (gastrolletje) en de Pixar animatiefilm Monsters University als de stem van Mevrouw Squibbles.
- Bibsys: 12063401
- Biblioteca Nacional de España: XX1545091
- Bibliothèque nationale de France: cb14054803z (data)
- Gemeinsame Normdatei: 1033511870
- International Standard Name Identifier: 0000 0001 1611 2822
- Library of Congress Control Number: n92043791
- MusicBrainz: ad1d54e6-15c3-458d-ad01-aee42d41db53
- Nationale Bibliotheek van Tsjechië: xx0074862
- Nationale Bibliotheek van Polen: a0000001753830
- Nederlandse Thesaurus van Auteursnamen: 375449302
- Réseau des bibliothèques de Suisse occidentale: 02-A021713205
- SNAC: w6dn520t
- Système universitaire de documentation: 25269631X
- Virtual International Authority File: 27270043
- WorldCat: E39PBJwRPRG9mxfqXTXdg89CcP